# Громовский сельский совет (Новотроицкий район)
Громовский сельский совет (укр. Громівська сільська рада) — входит в состав
Новотроицкого района
Херсонской области
Украины.
Административный центр сельского совета находится в 
с. Громовка
.

## История
- 1944 — дата образования.

## Населённые пункты совета
- с. Громовка